# ارین هارتول
ارین هارتول (انگلیسی: Erin Hartwell؛ زادهٔ ۱۰ ژوئن ۱۹۶۹) دوچرخه‌سوار اهل ایالات متحده آمریکا است.
وی در مسابقات کشوری و بین‌المللی در مجموع برندهٔ ۱ مدال نقره، ۳ مدال برنز شده‌است.